# Nazionale maschile di calcio del Camerun
La nazionale di calcio del Camerun, i cui giocatori sono noti con il nome di Leoni indomabili, è la rappresentativa nazionale calcistica del Camerun ed è posta sotto l'egida della Fédération Camerounaise de Football.
Il Camerun è storicamente una delle nazionali più forti della CAF. Ha vinto 5 volte la Coppa d'Africa (1984, 1988, 2000, 2002, 2017) e nella stessa competizione conta 2 secondi posti (1986 e 2008), 2 terzi posti (1972, 2021) e un quarto posto (1992). È inoltre la nazionale che vanta il maggior numero di Palloni d'oro africani vinti, 11 (4 Eto'o, 2 Milla e N'Kono, 1 Onguéné, Abega e Mboma), con un grande vantaggio su Ghana (6) e Nigeria (5).
È la nazionale africana più presente nelle fasi finali dei mondiali: conta 8 partecipazioni alla manifestazione, nella quale, come miglior risultato, ha raggiunto i quarti di finale nel 1990 (prima nazionale africana a riuscirvi). Nel 2003 i leoni raggiunsero la finale di Confederations Cup dove, ancora provati dalla tragica morte di Marc-Vivien Foé, avvenuta in campo nel corso della semifinale contro la Colombia, furono sconfitti dalla Francia al golden goal in finale (miglior risultato di una nazionale africana nella competizione). È inoltre, insieme alla Nigeria, una delle due nazionali africane che hanno vinto l'oro alle Olimpiadi, con la nazionale olimpica nel 2000.
Il Camerun può altresì vantare il Calciatore africano del secolo eletto dalla CAF, Roger Milla, oltre al miglior marcatore della storia della Coppa d'Africa, Samuel Eto'o, e al primatista di presenze del torneo, Rigobert Song.
Nella graduatoria FIFA, in vigore da agosto 1993, il miglior posizionamento raggiunto è stato l'11º posto del novembre 2006, mentre il peggiore è stato il 79º posto del febbraio 2013. Occupa attualmente il 46º posto della graduatoria.

## Storia

### Dagli anni 1920 agli anni 1960
Il calcio fece la propria comparsa in Camerun agli inizi degli anni 1920. Nel 1924 fu fondata la prima squadra di calcio camerunese, il Club athlétique du Cameroun (CAC).
Nel settembre e nell'ottobre 1950 una selezione di giocatori camerunesi giocò una serie di partite in Francia, tra cui una contro il Nizza (rimediò una sconfitta per 3-2). Alla fine degli anni 1950 i primi calciatori camerunesi debuttarono nel campionato francese.

### Dagli anni 1960 agli anni 1980
Dopo la fondazione, nel 1959, della Federazione calcistica del Camerun, la nazionale di calcio del Camerun esordì ufficialmente in campo internazionale il 13 aprile 1960, anno dell'indipendenza del paese. Nel 1962 la federazione si affiliò ufficialmente alla FIFA e tre anni dopo nel 1962 divenne membro della CAF. Malgrado la vittoria, nel 1964, dell'Oryx Douala nella prima edizione della Coppa dei Campioni d'Africa, il movimento calcistico camerunese non esprimeva ancora una delle nazionali più quotate del continente.
Esordiente nelle qualificazioni alla Coppa d'Africa in vista dell'edizione del 1968, il Camerun fu eliminato nella fase preliminare e anche due anni dopo uscì al primo turno, anche se solo per differenza reti. La Coppa d'Africa 1972 si tenne in Camerun, che per l'occasione fu dotato di grandi impianti, tra cui lo stadio Ahmadou Ahidjo di Yaoundé e quello della Riunificazione di Douala. La squadra di casa riuscì a raggiungere la semifinale, dove fu sconfitta dal Congo-Brazzaville, e vinse la finale per il terzo posto contro lo Zaire. Nell'ottobre 1972, per decreto presidenziale, i calciatori della squadra assunsero l'appellativo di leoni indomabili.
Il Camerun mancò la qualificazione alla fase finale di Coppa d'Africa nelle successive quattro edizioni del torneo, e poi anche quella al mondiale, tra l'altro molto complicata per le nazionali africane, cui fu riservato per molto tempo un solo posto nella rassegna.

### Dagli anni 1980 agli anni 1990
Tornato a qualificarsi alla Coppa d'Africa nel 1982 (uscì al primo turno), il Camerun di Thomas N'Kono e Roger Milla si qualificò per la prima volta al campionato del mondo in occasione di Spagna 1982, dove nel girone ottenne tre pareggi, due per 0-0 contro Polonia e Perù e un pari per 1-1 contro l'Italia futura vincitrice del torneo, che prevalse sugli africani solo per aver segnato un gol in più, a parità di punti e di differenza reti. Il Camerun fu quindi eliminato dalla Coppa del mondo senza aver perso una sola partita, diventando la prima squadra africana a non perdere neppure una gara ai mondiali, e per otto anni restò l'unica nazionale mai sconfitta nella sua storia nel torneo calcistico più importante.

Il gol di Omam-Biyik che decise la sfida contro l' al.

Roger Milla in campo con il Camerun a.

Nel 1984 arrivò il primo successo in Coppa d'Africa per il Camerun, che in finale ebbe la meglio sulla Nigeria vincendo per 3-1. Nel 1986 i leoni campioni uscenti arrivarono di nuovo in finale, ma a prevalere fu l'Egitto ai tiri di rigore, dopo lo 0-0 dei tempi supplementari; l'attaccante camerunese Milla fu capocannoniere del torneo. Il secondo successo in Coppa d'Africa fu centrato alla terza finale consecutiva, nella Coppa d'Africa 1988, in cui il Camerun sconfisse in finale ancora la Nigeria, per 1-0; Milla fu ancora una volta capocannoniere della manifestazione, ex aequo con altri tre giocatori.

### Dagli anni 1990 agli anni 2000
Dopo la brutta eliminazione al primo turno della Coppa d'Africa 1990, il Camerun del 38enne bomber Milla impressionò favorevolmente al campionato del mondo 1990, battendo clamorosamente l'Argentina di Maradona, campione del mondo in carica, per 1-0 (gol di François Omam-Biyik) e poi anche la Romania di Hagi, con gioco convincente e doppietta di Roger Milla, che divenne il giocatore più anziano ad aver segnato in un mondiale. Il doppio successo assicurò agli africani il passaggio del turno prima dell'ultima gara del girone, persa poi malamente (4-0) contro la Unione Sovietica. I camerunesi, primi nel raggruppamento e autentica rivelazione di Italia 1990, furono poi abbinati alla Colombia e si imposero per 2-1 con doppietta di Milla. La "favola" dei leoni indomabili si interruppe ai quarti di finale per mano dell'Inghilterra, che prevalse per 3-2 dopo i tempi supplementari. La squadra, salutata dagli applausi del pubblico italiano, fu accolta trionfalmente al ritorno in patria: un corteo di quattro jeep con a bordo i calciatori sfilò per le vie della capitale Yaoundé, tra l'entusiasmo di tutti i camerunesi.
Quarto classificato alla Coppa d'Africa 1992, il Camerun non si qualificò all'edizione successiva del torneo, alle prese con un periodo di ricambio generazionale che ebbe conseguenze negative sui risultati della squadra. Qualificatisi al campionato del mondo 1994, i camerunesi uscirono al primo turno, a causa di un pari contro la Svezia (2-2) e di due sconfitte contro Brasile (3-0) e Russia (6-1); nella partita con i russi Milla divenne, all'età di 42 anni, il giocatore più anziano ad aver giocato nella fase finale di un campionato del mondo (primato poi battuto anni dopo da altri calciatori) e il giocatore più anziano ad aver segnato nella fase finale di un campionato del mondo, primato tuttora imbattuto.
Eliminato al primo turno alla Coppa d'Africa 1996, il Camerun uscì ai quarti dell'edizione del 1998. Presentatasi al campionato del mondo 1998 con in rosa l'elemento più giovane del torneo, il diciassettenne Samuel Eto'o, la selezione camerunese pareggiò con l'Austria (1-1), fu sconfitta dall'Italia (3-0) e pareggiò con il Cile (1-1), subendo l'eliminazione.

### Dagli anni 2000 agli anni 2020
Nel 2000 i leoni indomabili vinsero nuovamente la Coppa d'Africa, battendo in finale a Lagos la Nigeria padrona di casa per 4-3 ai tiri di rigore, dopo il 2-2 dei tempi supplementari; il decisivo tiro dal dischetto fu del difensore Rigobert Song. Il Camerun partecipò poi, in qualità di campione continentale, alla Confederations Cup 2001, dove fu eliminato al termine della fase a gironi, avendo ottenuto una vittoria sul Canada (2-0) e subito due sconfitte. Un nuovo alloro continentale si aggiunse al palmarès del Camerun nel 2002, allorché la squadra si aggiudicò la Coppa d'Africa, bissando il trionfo di due anni prima grazie al successo per 3-2 ai tiri di rigore nella finale contro il Senegal, dopo lo 0-0 dei tempi supplementari. Forte dei successi ottenuti in ambito continentale, la selezione camerunese si presentò al campionato del mondo 2002 con grandi aspettative, che tuttavia furono disattese: al pareggiò contro l'Irlanda (1-1) seguirono la vittoria contro l'Arabia Saudita (1-0) e la sconfitta con la Germania (2-0), fatale per il Camerun, che non riuscì a qualificarsi agli ottavi di finale.
Nel 2003 il Camerun partecipò per la seconda volta consecutiva alla Confederations Cup in qualità di campione d'Africa. Dopo la delusione del mondiale nippo-coreano, in Francia la squadra tornò a brillare: vinse infatti il proprio girone senza subire gol, battendo il Brasile campione del mondo in carica (1-0) e la Turchia (1-0) e pareggiando a reti bianche con gli Stati Uniti; in semifinale, contro la Colombia, gli africani vinsero ancora per 1-0, ma durante il match successe un fatto tragico: in campo il camerunese Marc-Vivien Foé cadde a terra improvvisamente, morendo per un attacco di cuore. Nella finale i leoni, scossi dall'accaduto, in un clima di commozione generale, persero con la Francia per 1-0, seppure solo al golden goal: rimane quella la migliore prestazione di una nazionale africana nella Confederations Cup.
Eliminato ai quarti di finale della Coppa d'Africa 2004, il Camerun fallì la qualificazione al campionato del mondo 2006 e qualche mese dopo uscì ai quarti di finale della Coppa d'Africa 2006, ai tiri di rigore. Due anni dopo, in Ghana, raggiunse la finale di Coppa d'Africa, dove fu sconfitto dall'Egitto per 1-0, con Eto'o laureatosi capocannoniere della manifestazione, con 5 reti.
Nella Coppa d'Africa 2010 i leoni indomabili furono eliminati ai quarti di finale e, dopo una sofferta qualificazione al campionato del mondo 2010, si avvicinarono al primo mondiale africano della storia in un clima di roventi polemiche nate da controverse dichiarazioni della vecchia gloria Roger Milla riguardo alla stella della squadra Samuel Eto'o, polemiche che furono sul punto di indurre Eto'o ad abbandonare la nazionale e provocarono un'unanime reazione di solidarietà nei confronti del capitano dei leoni indomabili, con prese di posizione financo governative. A polemica rientrata dopo i chiarimenti di Milla, fece seguito un fallimento tecnico della spedizione camerunese in Sudafrica: la squadra rimediò due sconfitte nelle prime due partite, contro Giappone (1-0) e Danimarca (2-1), subendo l'estromissione al primo turno, per poi perdere anche la terza partita, contro i Paesi Bassi (2-1); Rigobert Song divenne l'unico calciatore africano a scendere in campo in quattro edizioni del mondiale..
Il Camerun entrò quindi in un periodo di crisi, fallendo la qualificazione alla Coppa d'Africa 2012 e alla Coppa d'Africa 2013, ma ottenne la qualificazione al campionato del mondo 2014, dove, pur disponendo di un organico di ottimo livello, ma con Eto'o acciaccato e costretto a saltare due partite, la nazionale fu eliminata ancora una volta al primo turno già dopo due partite, a causa di due sconfitte contro Messico (0-1) e Croazia (0-4), cui fece seguito un'altra disfatta contro il Brasile padrone di casa (1-4). Dopo la brutta prestazione fornita nella fase finale della Coppa d'Africa 2015 (ultimo posto nel girone ed eliminazione), la nazionale si risollevò nella fase finale della Coppa d'Africa 2017, in Gabon, dove i leoni indomabili si laurearono campioni d'Africa per la quinta volta nella storia, in virtù della vittoria in rimonta (2-1) nella finale contro l'Egitto. Nella Confederations Cup 2017 giunse l'eliminazione al termine della fase a gironi, dopo due sconfitte (2-0 contro il Cile e 3-1 contro la Germania) inframmezzate da un pari (1-1 contro l'Australia). Fallito l'accesso al campionato del mondo 2018, nella Coppa d'Africa 2019 i camerunesi uscirono agli ottavi di finale, mentre nell'edizione casalinga del 2021, disputata nel 2022, ottennero il terzo posto. Al campionato del mondo 2022 il Camerun fu eliminato al primo turno, dopo aver perso all'esordio contro la Svizzera (0-1), pareggiato in rimonta contro la Serbia (3-3) e vinto inutilmente contro il Brasile già qualificato (1-0).
Nella Coppa d'Africa 2023, il Camerun fu sorteggiato da Gambia, già battuto nella rassegna iridata di due anni prima ai quarti, la Guinea e i campioni in carica del Senegal, e arrivò secondo dietro a quest'ultimo con 4 punti al pari della Guinea (che li seguirono nel turno successivo della fase a eliminazione diretta) in virtù della vittoria per 3-2 in rimonta contro i gambiani all'ultima partita. Il cammino nel torneo finì però agli ottavi di finale contro la Nigeria, che batté i camerunensi per 2-0.

## Stadio
Lo stadio Ahmadou Ahidjo è l'impianto ufficiale della nazionale camerunese e viene utilizzato per tutti gli incontri ufficiali dei leoni indomabili. È situato nella capitale Yaoundé, dove fu edificato nel 1972, e prende il nome del presidente del Camerun Ahmadou Ahidjo, il primo della nazione africana, in carica dal 1960 al 1982. Nel 2005 l'impianto subì un'importante ristrutturazione che lo rinnovò decisamente. Lo stadio è polisportivo: viene usato soprattutto per incontri calcistici, ma con minor frequenza anche per l'atletica leggera. È il campo di casa di due club calcistici della capitale, il Canon de Yaoundé e il Tonnerre de Yaoundé.
È lo stadio più grande della nazione, con una capienza di 38 720 posti a sedere, ma all'occorrenza può aumentare di capacità, utilizzando zone dove si sta in piedi. Nel 1988 fu sede della partita di congedo di Roger Milla, mentre in occasione del suo viaggio in Camerun (17-20 marzo 2009) il 19 marzo 2009 Papa Benedetto XVI celebrò allo stadio Ahidjo la santa messa davanti a 60 000 persone.

## Colori e simboli
(Geremi Njitap)

### Simboli
Il simbolo della nazionale camerunese è il leone, il cui viso è disegnato sulla maglietta da gioco nella posizione del cuore. Dal leone del Camerun, emblema famoso in tutto il mondo, deriva il soprannome dei componenti della nazionale, i leoni indomabili. Sulla maglia è poi disegnato anche il simbolo della Federazione calcistica del Camerun.
Nel 2009, sulla maglietta il disegno del leone storico è stato sostituito con un disegno di un leone stilizzato, sempre nella posizione del cuore, e insieme con un altro ancora più grosso, posizionato tra la spalla destra e il petto; è cambiato, inoltre, anche il logo della federazione.

### Divisa
La divisa classica del Camerun è costituita da una maglietta verde, completata da pantaloncini rossi e da calzettoni gialli, i tre colori della bandiera del paese; questa divisa è stata utilizzata in tutti e sette i mondiali disputati dalla nazionale, anche se con delle varianti: nel 1982, 1998 e 2002 i numeri sulla maglia erano gialli, nel 1990 bianchi e nel 1994 erano neri. La seconda maglia, invece, è variata diverse volte tra bianco e giallo.
Le divise della selezione camerunese sono famose per la loro eccentricità. Lo sponsor tecnico Puma ha previsto numerose varianti per le divise del Camerun: durante la Coppa d'Africa 2002, poi vinta dai leoni indomabili, è stata utilizzata una canottiera, divenuta celebre per la sua stranezza.

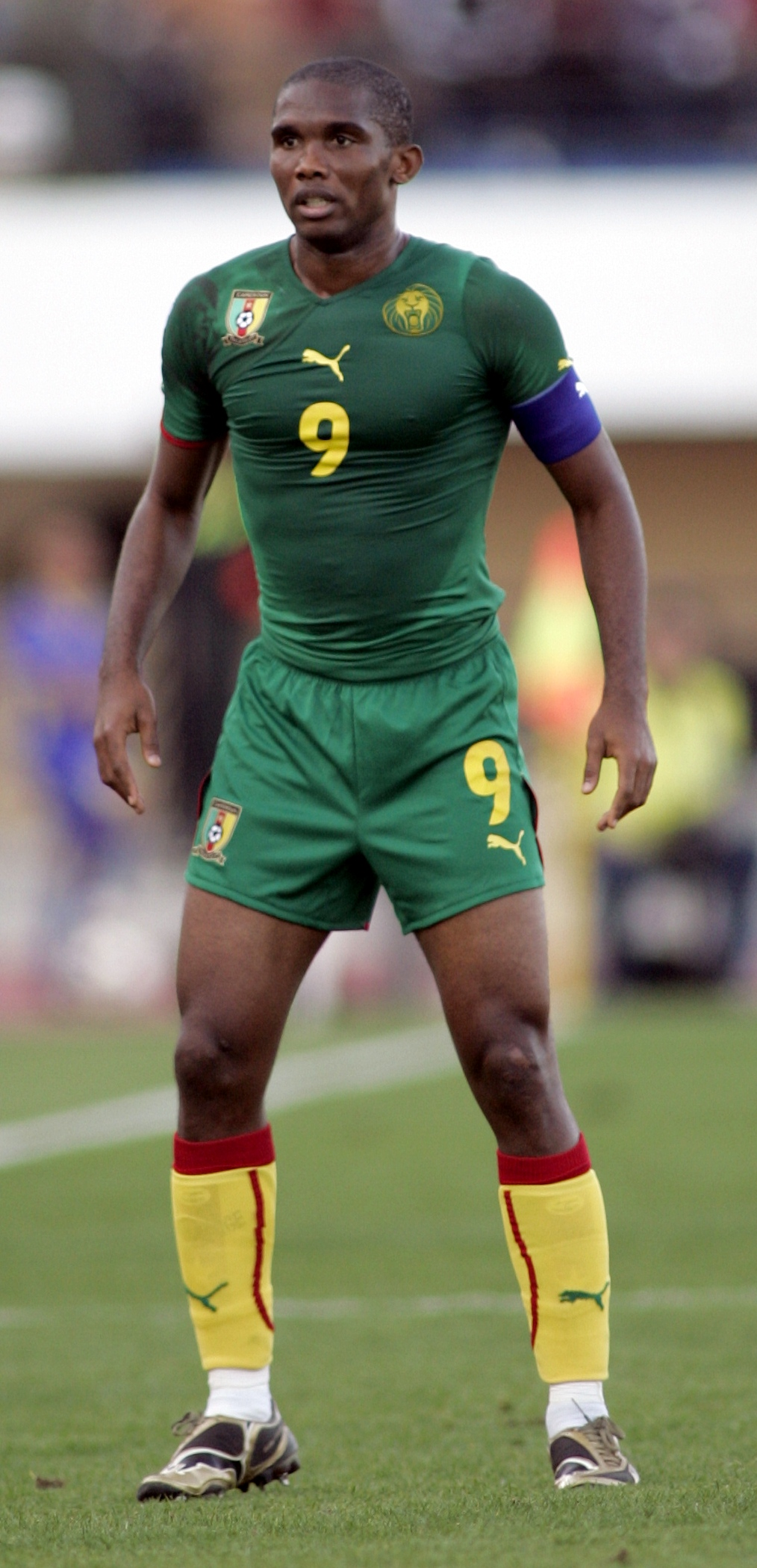
Il capitano Samuel Eto'o con indosso la divisa usata nel 2010.

La FIFA impedì l'utilizzo delle canottiere al campionato mondiale 2002, ma il Camerun modificò la divisa, aggiungendo delle maniche nere.
Durante la Coppa d'Africa 2004 la Puma creò altre due maglie innovative per i camerunesi: una divisa aderente al corpo del calciatore, più dei graffi sui 2 lati della maglietta, non disegnati, ma in superficie. La divisa era, tuttavia, contraria alle normative FIFA, che ne richiese il ritiro entro i quarti di finale. I leoni indomabili indossarono ancora il body nella partita dei quarti di finale, al termine della quale furono eliminati dalla Nigeria. La FIFA prese provvedimenti in merito: ad un'ammenda fu aggiunta una penalizzazione di 6 punti per il Camerun nelle qualificazioni al campionato mondiale 2006. In seguito alle proteste della federazione camerunese e dell'intera CAF, la FIFA annullò la penalizzazione.
Nella Coppa d'Africa 2006 sulle magliette dei leoni indomabili era presente un leone verde scuro come sfondo; nel torneo successivo la maglia era semplicemente verde con bordi rossi.

#### Divisa del 2010
Nel 2009 la Puma creò una maglietta completamente nuova per il Camerun. Il tessuto era tornato a essere aderente, come nel 2004, ma le novità erano il nuovo logo e un nuovo disegno stilizzato del leone sul cuore, ma soprattutto, tra la spalla destra e il petto, era disegnato sullo sfondo un grosso viso del leone, in un'altra tipologia, differente da quella classica e da quella stilizzata presente sul cuore. La seconda maglia era di colore giallo con righe verticali sottilissime di colore rosso.

### Divise storiche
| Mondiali 1982 | Mondiali 1982 | Mondiali 1982 | Mondiali 1982 |
| --- | --- | ------------- | ------------- |
| Casa | Trasferta |               |               |
| Manica sinistra · Manica sinistra · Maglietta · Maglietta · Manica destra · Manica destra · Pantaloncini · Calzettoni | Manica sinistra · Manica sinistra · Maglietta · Maglietta · Manica destra · Manica destra · Pantaloncini · Calzettoni |               |               |
| Le Coq Sportif | |               |               |

| Coppa d'Africa 1984 | Coppa d'Africa 1984 | Coppa d'Africa 1984 | Coppa d'Africa 1984 |
| --- | --- | ------------------- | ------------------- |
| Casa | Trasferta |                     |                     |
| Manica sinistra · Manica sinistra · Maglietta · Maglietta · Manica destra · Manica destra · Pantaloncini · Calzettoni · Calzettoni | Manica sinistra · Manica sinistra · Maglietta · Maglietta · Manica destra · Manica destra · Pantaloncini · Pantaloncini · Calzettoni · Calzettoni |                     |                     |
| adidas | |                     |                     |

| Coppa d'Africa 1988 | Coppa d'Africa 1988 | Coppa d'Africa 1988 | Coppa d'Africa 1988 |
| --- | --- | ------------------- | ------------------- |
| Casa | Trasferta |                     |                     |
| Manica sinistra · Manica sinistra · Maglietta · Maglietta · Manica destra · Manica destra · Pantaloncini · Pantaloncini · Calzettoni · Calzettoni | Manica sinistra · Manica sinistra · Maglietta · Maglietta · Manica destra · Manica destra · Pantaloncini · Pantaloncini · Calzettoni · Calzettoni |                     |                     |
| adidas | |                     |                     |

| Mondiali 1990 | Mondiali 1990 | Mondiali 1990 | Mondiali 1990 |
| --- | --- | ------------- | ------------- |
| Casa | Trasferta |               |               |
| Manica sinistra · Manica sinistra · Maglietta · Maglietta · Manica destra · Manica destra · Pantaloncini · Pantaloncini · Calzettoni · Calzettoni | Manica sinistra · Manica sinistra · Maglietta · Maglietta · Manica destra · Manica destra · Pantaloncini · Pantaloncini · Calzettoni · Calzettoni |               |               |
| adidas | |               |               |

| Mondiali 1994 | Mondiali 1994 | Mondiali 1994 | Mondiali 1994 |
| --- | --- | ------------- | ------------- |
| Casa | Trasferta |               |               |
| Manica sinistra · Manica sinistra · Maglietta · Maglietta · Manica destra · Manica destra · Pantaloncini · Pantaloncini · Calzettoni · Calzettoni | Manica sinistra · Manica sinistra · Maglietta · Maglietta · Manica destra · Manica destra · Pantaloncini · Pantaloncini · Calzettoni · Calzettoni |               |               |
| Mitre | |               |               |

| Mondiali 1998 | Mondiali 1998 | Mondiali 1998 | Mondiali 1998 |
| --- | --- | ------------- | ------------- |
| Casa | Trasferta |               |               |
| Manica sinistra · Manica sinistra · Maglietta · Maglietta · Manica destra · Manica destra · Pantaloncini · Calzettoni · Calzettoni | Manica sinistra · Manica sinistra · Maglietta · Maglietta · Manica destra · Manica destra · Pantaloncini · Calzettoni · Calzettoni |               |               |
| Puma | |               |               |

| Coppa d'Africa 2000 | Coppa d'Africa 2000                                                                 | Coppa d'Africa 2000 | Coppa d'Africa 2000 |
| --- | ----------------------------------------------------------------------------------- | ------------------- | ------------------- |
| Casa | Trasferta                                                                           |                     |                     |
| Manica sinistra · Manica sinistra · Maglietta · Maglietta · Manica destra · Manica destra · Pantaloncini · Pantaloncini · Calzettoni | Manica sinistra · Maglietta · Maglietta · Manica destra · Pantaloncini · Calzettoni |                     |                     |
| Puma |                                                                                     |                     |                     |

| Mondiali 2002                                                                       | Mondiali 2002                                                                       | Mondiali 2002 | Mondiali 2002 |
| ----------------------------------------------------------------------------------- | ----------------------------------------------------------------------------------- | ------------- | ------------- |
| Casa                                                                                | Trasferta                                                                           |               |               |
| Manica sinistra · Maglietta · Maglietta · Manica destra · Pantaloncini · Calzettoni | Manica sinistra · Maglietta · Maglietta · Manica destra · Pantaloncini · Calzettoni |               |               |
| Puma                                                                                |                                                                                     |               |               |

| Confederations Cup 2003                                                                                               | Confederations Cup 2003 | Confederations Cup 2003 | Confederations Cup 2003 |
| --- | --- | ----------------------- | ----------------------- |
| Casa | Trasferta |                         |                         |
| Manica sinistra · Manica sinistra · Maglietta · Maglietta · Manica destra · Manica destra · Pantaloncini · Calzettoni | Manica sinistra · Manica sinistra · Maglietta · Maglietta · Manica destra · Manica destra · Pantaloncini · Calzettoni · Calzettoni |                         |                         |
| Puma | |                         |                         |

| Coppa d'Africa 2006 | Coppa d'Africa 2006                                                                                       | Coppa d'Africa 2006 | Coppa d'Africa 2006 |
| --- | --- | ------------------- | ------------------- |
| Casa | Trasferta                                                                                                 |                     |                     |
| Manica sinistra · Manica sinistra · Maglietta · Manica destra · Manica destra · Pantaloncini · Pantaloncini · Calzettoni | Manica sinistra · Manica sinistra · Maglietta · Manica destra · Manica destra · Pantaloncini · Calzettoni |                     |                     |
| Puma | |                     |                     |

| Coppa d'Africa 2008 | Coppa d'Africa 2008 | Coppa d'Africa 2008 | Coppa d'Africa 2008 |
| --- | --- | ------------------- | ------------------- |
| Casa | Trasferta |                     |                     |
| Manica sinistra · Manica sinistra · Maglietta · Maglietta · Manica destra · Manica destra · Pantaloncini · Calzettoni · Calzettoni | Manica sinistra · Manica sinistra · Maglietta · Maglietta · Manica destra · Manica destra · Pantaloncini · Calzettoni · Calzettoni |                     |                     |
| Puma | |                     |                     |

| Mondiali 2010 | Mondiali 2010 | Mondiali 2010 | Mondiali 2010 |
| --- | --- | ------------- | ------------- |
| Casa | Trasferta |               |               |
| Manica sinistra · Manica sinistra · Maglietta · Maglietta · Manica destra · Manica destra · Pantaloncini · Pantaloncini · Calzettoni · Calzettoni | Manica sinistra · Manica sinistra · Maglietta · Maglietta · Manica destra · Manica destra · Pantaloncini · Pantaloncini · Calzettoni · Calzettoni |               |               |
| Puma | |               |               |

| 2012-2013                                                                                        | 2012-2013                                                                                        | 2012-2013 | 2012-2013 |
| ------------------------------------------------------------------------------------------------ | ------------------------------------------------------------------------------------------------ | --------- | --------- |
| Casa                                                                                             | Trasferta                                                                                        |           |           |
| Manica sinistra · Maglietta · Maglietta · Manica destra · Pantaloncini · Calzettoni · Calzettoni | Manica sinistra · Maglietta · Maglietta · Manica destra · Pantaloncini · Calzettoni · Calzettoni |           |           |
| Puma                                                                                             |                                                                                                  |           |           |

| Mondiali 2014 | Mondiali 2014 | Mondiali 2014 | Mondiali 2014 |
| --- | --- | ------------- | ------------- |
| Casa | Trasferta |               |               |
| Manica sinistra · Manica sinistra · Maglietta · Maglietta · Manica destra · Manica destra · Pantaloncini · Pantaloncini · Calzettoni · Calzettoni | Manica sinistra · Manica sinistra · Maglietta · Maglietta · Manica destra · Manica destra · Pantaloncini · Pantaloncini · Calzettoni · Calzettoni |               |               |
| Puma | |               |               |

| Coppa d'Africa 2017 | Coppa d'Africa 2017                                                                 | Coppa d'Africa 2017 | Coppa d'Africa 2017 |
| --- | ----------------------------------------------------------------------------------- | ------------------- | ------------------- |
| Casa | Trasferta                                                                           |                     |                     |
| Manica sinistra · Manica sinistra · Maglietta · Maglietta · Manica destra · Manica destra · Pantaloncini · Pantaloncini · Calzettoni · Calzettoni | Manica sinistra · Maglietta · Maglietta · Manica destra · Pantaloncini · Calzettoni |                     |                     |
| Puma |                                                                                     |                     |                     |

| 2018-2019 | 2018-2019 | 2018-2019 | 2018-2019 |
| --- | --- | --------- | --------- |
| Casa | Trasferta |           |           |
| Manica sinistra · Manica sinistra · Maglietta · Maglietta · Manica destra · Manica destra · Pantaloncini · Pantaloncini · Calzettoni | Manica sinistra · Manica sinistra · Maglietta · Maglietta · Manica destra · Manica destra · Pantaloncini · Calzettoni |           |           |
| Puma | |           |           |

| Coppa d'Africa 2019                                                                                                   | Coppa d'Africa 2019                                                                                                   | Coppa d'Africa 2019 | Coppa d'Africa 2019 |
| --- | --- | ------------------- | ------------------- |
| Casa | Trasferta |                     |                     |
| Manica sinistra · Manica sinistra · Maglietta · Maglietta · Manica destra · Manica destra · Pantaloncini · Calzettoni | Manica sinistra · Manica sinistra · Maglietta · Maglietta · Manica destra · Manica destra · Pantaloncini · Calzettoni |                     |                     |
| Le Coq Sportif | |                     |                     |

| 2021                                                                                | 2021                                                                                | 2021 | 2021 |
| ----------------------------------------------------------------------------------- | ----------------------------------------------------------------------------------- | ---- | ---- |
| Casa                                                                                | Trasferta                                                                           |      |      |
| Manica sinistra · Maglietta · Maglietta · Manica destra · Pantaloncini · Calzettoni | Manica sinistra · Maglietta · Maglietta · Manica destra · Pantaloncini · Calzettoni |      |      |
| Le Coq Sportif                                                                      |                                                                                     |      |      |

| Coppa d'Africa 2021 | Coppa d'Africa 2021 | Coppa d'Africa 2021 | Coppa d'Africa 2021 |
| --- | --- | ------------------- | ------------------- |
| Casa | Trasferta |                     |                     |
| Manica sinistra · Manica sinistra · Maglietta · Maglietta · Manica destra · Manica destra · Pantaloncini · Calzettoni · Calzettoni | Manica sinistra · Manica sinistra · Maglietta · Maglietta · Manica destra · Manica destra · Pantaloncini · Calzettoni · Calzettoni |                     |                     |
| Le Coq Sportif | |                     |                     |

## Commissari tecnici
- Commissione tecnica (1960-1965)
- Dominique Colonna (1965-1970)
- Raymond Fobete (1970)
- Peter Schnittger (1970-1973)
- Vladimir Beara (1973-1975)
- Ivan Ridanović (1976-1979)
- Branko Žutić (1980-1982)
- Jean Vincent (1982)
- Radivoje Ognjanović (1982-1984)
- Claude Le Roy (1985-1988)
- Valerij Nepomnjaščij (1988-1990)
- Philippe Redon (1990-1993)
- Jean Manga-Onguéné (1993-1994)
- Léonard Nseké (1994)
- Henri Michel (1994)
- Jules Nyongha (1994-1996)
- Henri Depireux (1996-1997)
- Jean Manga-Onguéné (1997-1998)
- Claude Le Roy (1998)
- Pierre Lechantre (1998-2001)
- Robert Corfou (2001)
- Jean-Paul Akono (2001)
- Winfried Schäfer (2001-2004)
- Artur Jorge (2004-2006)
- Arie Haan (2006-2007)
- Jules Nyongha (2007)
- Otto Pfister (2006-2009)
- Thomas N'Kono (2009)
- Paul Le Guen (2009-2010)
- Javier Clemente (2010-2011)
- Denis Lavagne (2011-2012)
- Jean-Paul Akono (2012-2013)
- Volker Finke (2013-2015)
- Alexandre Belinga (2015-2016)
- Hugo Broos (2016-2017)
- Rigobert Song (2018)
- Clarence Seedorf (2018-2019)
- Toni Conceição (2019-2022)
- Rigobert Song (2022-2024)
- Marc Brys (2024-)

## Palmarès
- Coppa d'Africa: 5

Costa d'Avorio 1984, Marocco 1988, Ghana-Nigeria 2000, Mali 2002, Gabon 2017
- Coppa delle nazioni afro-asiatiche: 1

1985
- Coppa UDEAC: 4

1984, 1986, 1987, 1989
- Coppa CEMAC: 3

2003, 2005, 2008

## Partecipazioni ai tornei internazionali
Legenda: Grassetto: Risultato migliore, Corsivo: Mancate partecipazioni

| Coppa UDEAC - 1984: Campione - 1985: Terzo posto - 1986: Campione - 1987: Campione - 1988: Secondo posto - 1989: Campione - 1990: Secondo posto | Coppa CEMAC - 2003: Campione - 2005: Campione - 2006: Secondo posto - 2007: Primo turno - 2008: Campione - 2009: Primo turno - 2010: Secondo posto - 2013: Quarto posto - 2014: Terzo posto |

## Record e riconoscimenti

### Record di squadra
- Squadra africana con più partecipazioni ai mondiali: 7
- Miglior piazzamento africano in Confederations Cup: secondo posto nel 2003
- Numero di vittorie nel Pallone d'oro africano: 11 (Ghana 6, Nigeria 5)
- Miglior posizione africana nel ranking mondiale della FIFA: 11º posto[49]
- Calciatore africano del secolo CAF; Roger Milla
- Portiere africano del secolo IFFHS: 1º e 2º posto - Joseph-Antoine Bell e Thomas N'Kono
- Primatista assoluto di presenze in Coppa d'Africa: Rigobert Song[4]
- Miglior marcatore della storia della Coppa d'Africa: Samuel Eto'o[4]

### Vincitori camerunesi del Pallone d'Oro Africano
- 1976 - Roger Milla
- 1979 - Thomas N'Kono
- 1980 - Jean Manga Onguéné
- 1982 - Thomas N'Kono
- 1984 - Théophile Abega
- 1990 - Roger Milla
- 2000 - Patrick Mboma
- 2003 - Samuel Eto'o
- 2004 - Samuel Eto'o
- 2005 - Samuel Eto'o
- 2010 - Samuel Eto'o

## Rosa attuale
Lista dei giocatori convocati per le gare  di qualificazione alla Coppa delle nazioni africane 2025 del 13 e 19 novembre 2024.
Statistiche aggiornate al termine della seconda gara.
|  | P | André Onana              | 2 aprile 1996     | 46  | -37 | Manchester Utd    |  |  |
|  | P | Simon Omossola           | 5 maggio 1998     | 3   | 0   | Saint Éloi Lupopo |  |  |
|  | P | Simon Ngapandouetnbu     | 12 aprile 2003    | 0   | 0   | Nîmes             |  |  |
|  |   |                          |                   |     |     |                   |  |  |
|  | D | Michael Ngadeu-Ngadjui   | 23 novembre 1990  | 60  | 5   | Beijing Guoan     |  |  |
|  | D | Collins Fai              | 13 agosto 1992    | 56  | 0   | Radnički Niš      |  |  |
|  | D | Nouhou Tolo              | 23 giugno 1997    | 38  | 1   | Seattle Sounders  |  |  |
|  | D | Jean-Charles Castelletto | 26 gennaio 1995   | 31  | 2   | Nantes            |  |  |
|  | D | Christopher Wooh         | 18 settembre 2001 | 20  | 2   | Rennes            |  |  |
|  | D | Darlin Yongwa            | 21 settembre 2000 | 9   | 1   | Lorient           |  |  |
|  | D | Jackson Tchatchoua       | 14 settembre 2001 | 8   | 0   | Verona            |  |  |
|  | D | Guy Kilama               | 30 maggio 1999    | 3   | 0   | Hatayspor         |  |  |
|  | D | Flavien Boyomo           | 7 ottobre 2001    | 1   | 0   | Albacete          |  |  |
|  |   |                          |                   |     |     |                   |  |  |
|  | C | André-Frank Anguissa     | 16 novembre 1995  | 60  | 5   | Napoli            |  |  |
|  | C | Martin Hongla            | 16 marzo 1998     | 30  | 1   | Granada           |  |  |
|  | C | Yvan Neyou               | 3 gennaio 1997    | 11  | 0   | Leganés           |  |  |
|  | C | Wilitty Younoussa        | 9 settembre 2001  | 0   | 0   | Rodez             |  |  |
|  | C | Arthur Avom Ebong        | 15 dicembre 2004  | 0   | 0   | Lorient           |  |  |
|  |   |                          |                   |     |     |                   |  |  |
|  | A | Vincent Aboubakar        | 22 gennaio 1992   | 108 | 43  | Hatayspor         |  |  |
|  | A | Moumi Ngamaleu           | 9 luglio 1994     | 58  | 4   | Dinamo Mosca      |  |  |
|  | A | Christian Bassogog       | 18 ottobre 1995   | 51  | 8   | Ankaragücü        |  |  |
|  | A | Georges-Kévin N'Koudou   | 13 febbraio 1995  | 13  | 2   | Damac             |  |  |
|  | A | Frank Magri              | 4 settembre 1999  | 12  | 2   | Tolosa            |  |  |
|  | A | Patrick Soko             | 31 ottobre 1997   | 2   | 0   | Huesca            |  |  |
|  | A | Boris Enow               | 3 marzo 2000      | 1   | 1   | D.C. United       |  |  |

## Record individuali
Dati aggiornati al 25 marzo 2025.

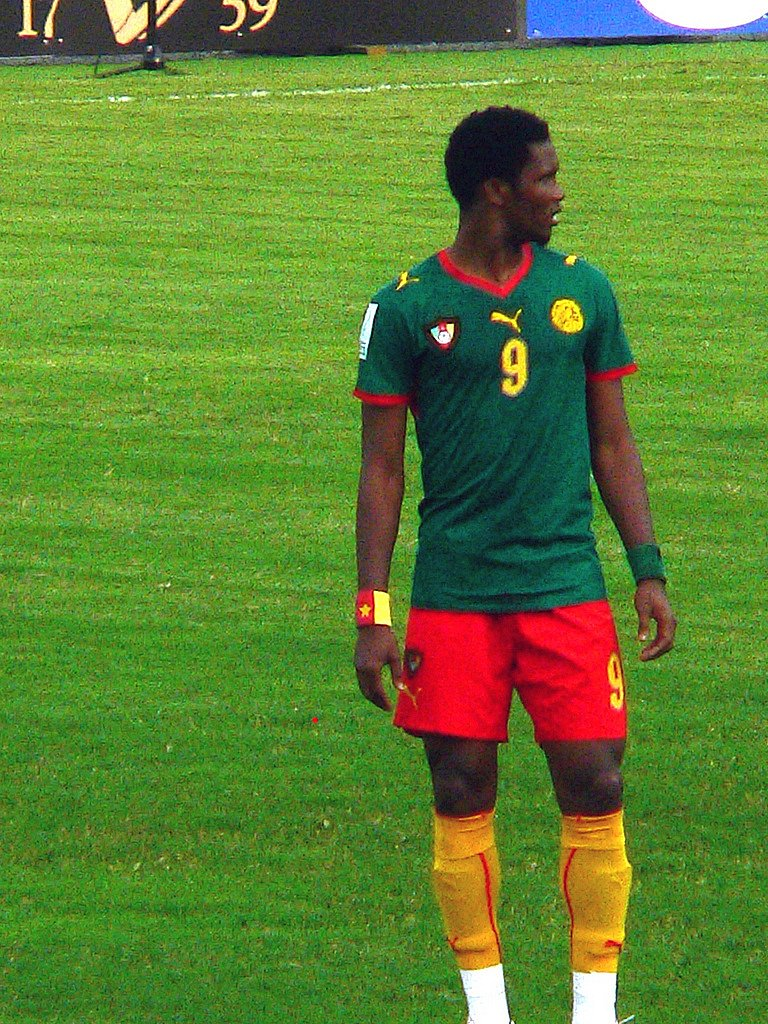
Samuel Eto'o, primatista di reti con la nazionale camerunese.

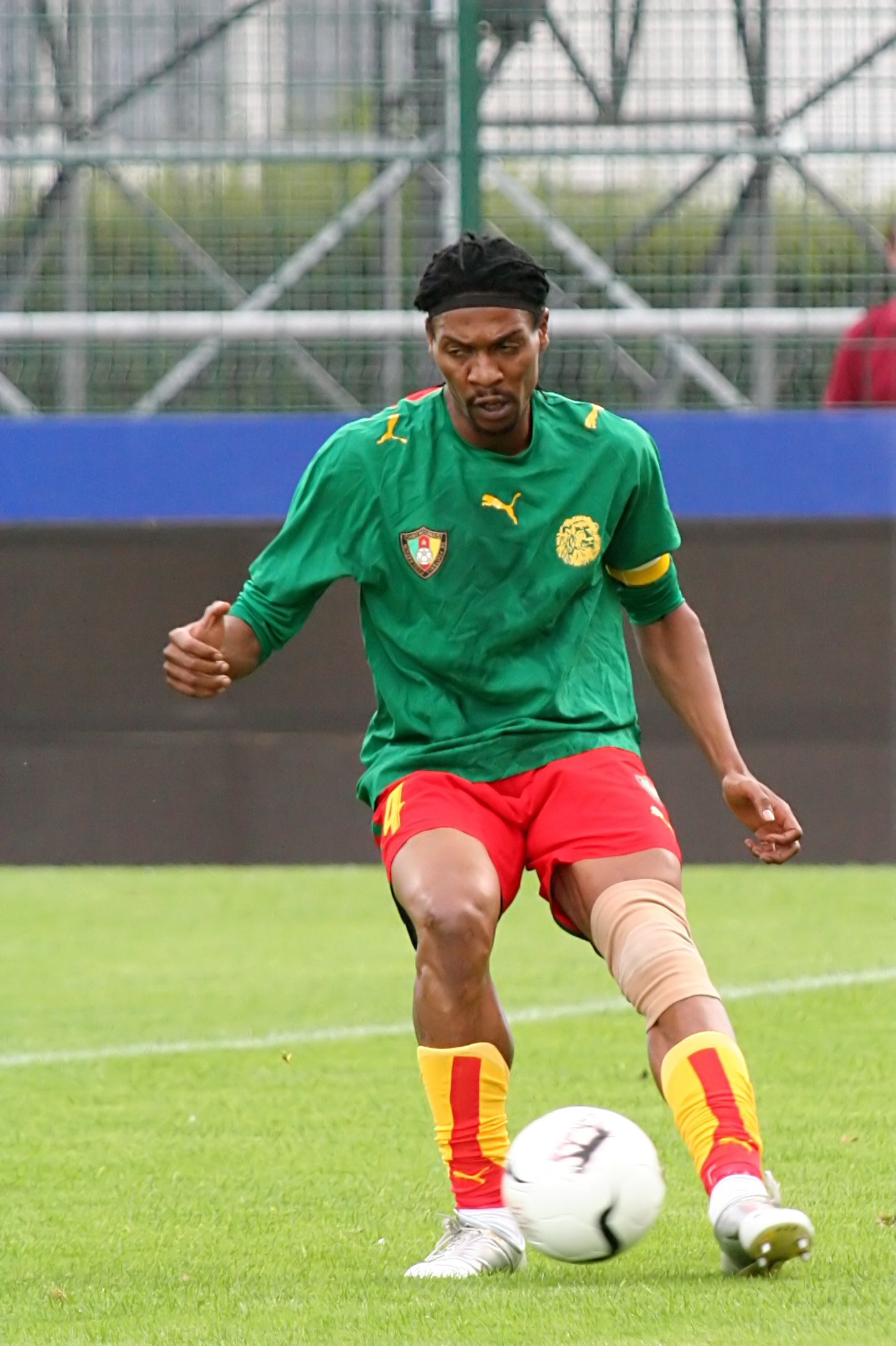
Rigobert Song, primatista di presenze con la maglia del Camerun, impegnato in un'amichevole contro la a Rouen nell'agosto 2006.

- I calciatori in grassetto sono ancora attivi in nazionale.

| Posizione | Giocatore           | Presenze | Reti | Periodo   |
| --------- | ------------------- | -------- | ---- | --------- |
| 1         | Rigobert Song       | 137      | 5    | 1993-2010 |
| 2         | Geremi Njitap       | 119      | 13   | 1996-2010 |
| 3         | Samuel Eto'o        | 118      | 56   | 1997-2014 |
| 4         | Vincent Aboubakar   | 110      | 45   | 2010-     |
| 5         | Emmanuel Kundé      | 102      | 17   | 1979-1992 |
| 6         | Nicolas Nkoulou     | 83       | 2    | 2008-2023 |
| 7         | Jacques Songo'o     | 80       | 0    | 1983-2002 |
| 8         | Roger Milla         | 77       | 43   | 1973-1994 |
| 9         | Idriss Kameni       | 73       | 0    | 2001-2019 |
| 9         | François Omam-Biyik | 73       | 26   | 1985-1998 |
| 9         | Eric Choupo-Moting  | 73       | 20   | 2010-2023 |

| Posizione | Giocatore           | Reti | Presenze | Periodo   |
| --------- | ------------------- | ---- | -------- | --------- |
| 1         | Samuel Eto'o        | 56   | 118      | 1997-2014 |
| 2         | Vincent Aboubakar   | 45   | 110      | 2010-     |
| 3         | Roger Milla         | 43   | 77       | 1973-1994 |
| 4         | Patrick Mboma       | 33   | 55       | 1995-2004 |
| 5         | François Omam-Biyik | 26   | 73       | 1985-1998 |
| 6         | Eric Choupo-Moting  | 20   | 73       | 2010-2023 |
| 7         | Pierre Webó         | 19   | 59       | 2003-2014 |
| 8         | Emmanuel Kundé      | 17   | 102      | 1979-1992 |
| 9         | André Kana-Biyik    | 15   | 59       | 1985-1994 |
| 10        | Karl Toko Ekambi    | 14   | 61       | 2015-     |

## Tutte le rose

### Mondiali
Coppa del Mondo FIFA 19821 N'Kono, 2 Kaham, 3 Enoka, 4 Ndjeya, 5 Onana, 6 Kundé, 7 M'Bom, 8 M'Bida, 9 Milla, 10 Tokoto, 11 Toubé, 12 Bell, 13 Bahoken, 14 Abega, 15 Ndoumbé, 16 Aoudou, 17 Kamga, 18 N'Guea, 19 Enanga, 20 Eyobo, 21 Ebongué, 22 Tschobang, CT: Vincent
Coppa del Mondo FIFA 19901 Bell, 2 Kana-Biyik, 3 Onana, 4 Massing, 5 Ebwellé, 6 Kundé, 7 Omam-Biyik, 8 Mbouh, 9 Milla, 10 Mfédé, 11 Ekéké, 12 Yombi, 13 Pagal, 14 Tataw, 15 Libiih, 16 N'Kono, 17 Ndip, 18 Djonkep, 19 Feutmba, 20 Makanaky, 21 Maboang, 22 Songo'o, CT: Nepomnjaščij
Coppa del Mondo FIFA 19941 Bell, 2 Kana-Biyik, 3 Song, 4 Ekeme, 5 Ndip, 6 Libiih, 7 Omam-Biyik, 8 Mbouh, 9 Milla, 10 Mfédé, 11 Maboang, 12 Loga, 13 Kalla, 14 Tataw, 15 Agbo, 16 Tchami, 17 Foé, 18 Fiala, 19 Embé, 20 Mouyémé, 21 N'Kono, 22 Songo'o, CT: Michel
Coppa del Mondo FIFA 19981 Songo'o, 2 Elanga, 3 Womé, 4 Song, 5 Kalla, 6 Njanka, 7 Omam-Biyik, 8 Angibeaud, 9 Tchami, 10 Mboma, 11 Eto'o, 12 Lauren, 13 Abanda, 14 Simo, 15 Ndo, 16 William, 17 Pensée, 18 Ipoua, 19 Mahouvé, 20 Olembé, 21 Job, 22 Boukar, CT: Le Roy
Coppa del Mondo FIFA 20021 Boukar, 2 Tchato, 3 Womé, 4 Song, 5 Kalla, 6 Njanka, 7 Ndo, 8 Geremi, 9 Eto'o, 10 Mboma, 11 N'Diefi, 12 Lauren, 13 Mettomo, 14 Epalle, 15 Alnoudji, 16 Songo'o, 17 Foé, 18 Suffo, 19 Djemba-Djemba, 20 Olembé, 21 Job, 22 Kameni, 23 Ngom Kome, CT: Schäfer
Coppa del Mondo FIFA 20101 Kameni, 2 Assou-Ekotto, 3 Nkoulou, 4 R. Song, 5 Bassong, 6 A. Song, 7 N'Guémo, 8 Geremi, 9 Eto'o, 10 Emana, 11 Makoun, 12 Bong, 13 Choupo-Moting, 14 Chedjou, 15 Webó, 16 Hamidou, 17 Idrissou, 18 Enoh, 19 M'Bia, 20 Mandjeck, 21 Matip, 22 N'dy Assembé, 23 Aboubakar, CT: Le Guen
Coppa del Mondo FIFA 20141 Feudjou, 2 Assou-Ekotto, 3 Nkoulou, 4 Djeugoué, 5 Nounkeu, 6 Song, 7 N'Guémo, 8 Moukandjo, 9 Eto'o, 10 Aboubakar, 11 Makoun, 12 Bedimo, 13 Choupo-Moting, 14 Chedjou, 15 Webó, 16 Itandje, 17 M'Bia, 18 Enoh, 19 Olinga, 20 Salli, 21 Matip, 22 Nyom, 23 N'Djock, CT: Finke
Coppa del Mondo FIFA 20221 Ngapandouetnbu, 2 Mbekeli, 3 Nkoulou, 4 Wooh, 5 Ondoua, 6 Ngamaleu, 7 N'Koudou, 8 Anguissa, 9 Nsame, 10 Aboubakar, 11 Bassogog, 12 Toko Ekambi, 13 Choupo-Moting, 14 Gouet, 15 Kunde, 16 Epassy, 17 Mbaizo, 18 Hongla, 19 Faï, 20 Mbeumo, 21 Castelletto, 22 Ntcham, 23 Onana, 24 Ebosse, 25 Nouhou, 26 Marou, CT: Song

### Coppa d'Africa
Coppa d'Africa 1984P Bell, P N'Kono, P Songo'o, D Aoudou, D Enoka, D Kingué, D Kundé, D Mbassi, D Ndjeya, D Ndoumbé, D Sinkot, C Abega, C M'Bom, C M'Bida, C Toubé, A Dang, A Djonkep, A Ebongué, A Ekoulé, A Eyobo, A Makon, A Milla, A N'Guea, CT: Ognjanović
Coppa d'Africa 1986P N'Kono, D Aoudou, D Kundé, D Ndip, D Sinkot, C Abega, C Kana-Biyik, C M'Bida, C Mbouh, C Mfédé, A Dang, A Ebongué, A Milla, ? Oumarou, CT: Le Roy
Coppa d'Africa 1988P Bell, P Songo'o, D Abena, D Ebwellé, D Kundé, D Massing, D Ndip, D Ntamark, D Tataw, C Kana-Biyik, C Mbouh, C Mfédé, C Ollé, A Djonkep, A Ekéké, A Makanaky, A Madengué, A Milla, A Omam-Biyik, CT: Le Roy
Coppa d'Africa 1990P William, P N'Kono, P Songo'o, D Ebwellé, D Massing, D Kundé, D Onana, D Pagal, D Agbo, C Ebongué, C Kana-Biyik, C Libiih, C Mfédé, C Mbouh, C Tataw, C Feutmba, A Maboang, A Ekéké, A Makanaky, A Oman-Biyik, A Djonkep, CT: Nepomnjaščij
Coppa d'Africa 1992P Bell, P Songo'o, P William, D Agbo, D Ebwellé, D Kundé, D Massing, D Ndip, D Onana, D Tataw, C Ewane, C Feutmba, C Kana-Biyik, C Mbouh, C Mfédé, C Pagal, C Tapoko, A Ebongué, A Ekéké, A Maboang, A Makanaky, A Omam-Biyik, CT: Redon
Coppa d'Africa 1996P Boukar, P Ongandzi, P William, D Agbo, D Ebwellé, D Mimboe, D Ndoumbé, D Song, D Womé, C Foé, C Jang, C Mahouvé, C Mouyémé, C Ntoko, C Simo, C Tchango, A Dikoumé, A Essa, A Mbarga, A Omam-Biyik, A Tchami, A Tchoutang, CT: Nyongha
Coppa d'Africa 19981 Songo'o, 2 Etchi, 3 Womé, 4 Mimboe, 5 Kalla, 6 Geremi, 7 Tchoutang, 8 Billong, 9 Tchami, 10 Mboma, 11 Mangan, 12 Simo, 13 Mettomo, 14 Suffo, 15 Foé, 16 Ongandzi, 17 Olembé, 18 Ipoua, 19 Moreau, 20 Song, 21 Job, 22 Boukar, CT: Manga Onguéné
Coppa d'Africa 20001 Boukar, 2 Atouba, 3 Womé, 4 Song, 5 Kalla, 6 Njanka, 7 Tchoutang, 8 Geremi, 9 Eto'o, 10 Mboma, 11 N'Diefi, 12 Lauren, 13 Mettomo, 14 Pensée, 15 Ndo, 16 Bekono, 17 Foé, 18 Hamga, 19 Mahouvé, 20 Olembé, 21 Job, 22 Hamidou, CT: Lechantre
Coppa d'Africa 20021 Boukar, 2 Tchato, 3 Womé, 4 Song, 5 Kalla, 6 Dika Dika, 7 Ndo, 8 Geremi, 9 Eto'o, 10 Mboma, 11 N'Diefi, 12 Lauren, 13 Mettomo, 14 Epalle, 15 Alnoudji, 16 Songo'o, 17 Foé, 18 Suffo, 19 Djemba-Djemba, 20 Olembé, 21 Ngom Kome, 22 Kameni, CT: Schäfer
Coppa d'Africa 20041 I. Kameni, 2 Perrier-Doumbé, 3 Tchato, 4 Song, 5 Atouba, 6 Njanka, 7 M'Bami, 8 Geremi, 9 Eto'o, 10 Mboma, 11 N'Diefi, 12 Falemi, 13 Mettomo, 14 Makoun, 15 Bahoken, 16 Tignyemb, 17 M. Kameni, 18 Idrissou, 19 Djemba-Djemba, 20 Olembé, 21 Mezague, 22 Ngom Kome, CT: Jorge
Coppa d'Africa 20061 Kameni, 2 Ateba, 3 Atouba, 4 Song, 5 Womé, 6 Angbwa, 7 Ngom Kome, 8 Geremi, 9 Eto'o, 10 Emana, 11 Makoun, 12 Deumi, 13 Feutchine, 14 Saidou, 15 Webó, 16 Hamidou, 17 Ebede, 18 Douala, 19 Djemba-Djemba, 20 Olembé, 21 Boya, 22 Meyong Zé, 23 Bikey, CT: Jorge
Coppa d'Africa 20081 Kameni, 2 Binya, 3 Tchato, 4 R. Song, 5 Atouba, 6 Angbwa, 7 M'Bami, 8 Geremi, 9 Eto'o, 10 Emana, 11 Makoun, 12 Nkong, 13 N'Guémo, 14 Epalle, 15 A. Song, 16 Hamidou, 17 Idrissou, 18 Tomou, 19 M'Bia, 20 Essola, 21 Job, 22 Mbarga, 23 Bikey, CT: Pfister
Coppa d'Africa 20101 Kameni, 2 Binya, 3 Nkoulou, 4 R. Song, 5 Chedjou, 6 A. Song, 7 N'Guémo, 8 Geremi, 9 Eto'o, 10 Emana, 11 Makoun, 12 Bedimo, 13 Tchoyi, 14 Alo'o Efoulou, 15 Webó, 16 Hamidou, 17 Idrissou, 18 Enoh, 19 M'Bia, 20 Mandjeck, 21 Matip, 22 N'dy Assembé, 23 Bikey, CT: Le Guen
Coppa d'Africa 20151 Assembé, 2 Kweuke, 3 Nkoulou, 4 Loé, 5 Guihoata, 6 Oyongo, 7 N'Jie, 8 Moukandjo, 9 Bagnack, 10 Aboubakar, 11 Salli, 12 Bedimo, 13 Choupo-Moting, 14 Mandjeck, 15 Etoundi, 16 Ondoa, 17 M'Bia, 18 Enoh, 19 Djeugoué, 20 Kom, 21 Chedjou, 22 Ekeng, 23 Abogo, CT: Finke
Coppa d'Africa 20171 Ondoa, 2 Mabouka, 3 Nkoulou, 4 Teikeu, 5 Ngadeu-Ngadjui, 6 Oyongo, 7 N'Jie, 8 Moukandjo, 9 Zoua, 10 Aboubakar, 11 Salli, 12 Boya, 13 Bassogog, 14 Mandjeck, 15 Siani, 16 Goda, 17 Djoum, 18 Ndip Tambe, 19 Faï, 20 Toko Ekambi, 21 Djetei, 22 Ngwem, 23 Bokwé, CT: Broos
Coppa d'Africa 20191 Onana, 2 Faï, 3 Bong, 4 Banana, 5 Ngadeu-Ngadjui, 6 Oyongo, 7 N'Jie, 8 Anguissa, 9 Bahoken, 10 Djoum, 11 Bassogog, 12 Dawa, 13 Choupo-Moting, 14 Mandjeck, 15 Kunde, 16 Ondoa, 17 Toko Ekambi, 18 Joel, 19 Zoua, 20 Boumal, 21 Kaptoum, 22 Kana-Biyik, 23 Kameni, CT: Seedorf
Coppa d'Africa 20211 Efala, 2 Ebosse, 3 Ngamaleu, 4 Moukoudi, 5 Ngadeu-Ngadjui, 6 Oyongo, 7 N'Jie, 8 Anguissa, 9 Bahoken, 10 Aboubakar, 11 Bassogog, 12 Toko Ekambi, 13 Choupo-Moting, 16 Epassy, 17 Mbaizo, 18 Hongla, 19 Faï, 20 Ganago, 21 Castelletto, 22 Onguéné, 23 Omossola, 24 A. Onana, 25 Tolo, 26 J. Onana, 27 Lea Siliki, 28 Neyou, CT: Conceição
Coppa d'Africa 20231 Ondoa, 2 Moukoudi, 3 Ngamaleu, 4 Wooh, 5 Tolo, 6 Kemen, 7 N'Jie, 8 Anguissa, 9 Magri, 10 Aboubakar, 11 N'Koudou, 12 Toko Ekambi, 13 Ateba, 14 Tchamadeu, 15 Gonzalez, 16 Epassy, 17 Neyou, 18 Yongwa, 19 Moumbagna, 20 Elliott, 21 Castelletto, 22 Ntcham, 23 Ngapandouetnbu, 24 Onana, 25 Bokele, 26 Tchato, 27 Doualla, CT: Song

### Confederations Cup
FIFA Confederations Cup 20011 Boukar, 2 Tchato, 3 Womé, 4 Song, 5 Kalla, 6 Njanka, 7 Tchoutang, 8 Geremi, 9 Eto'o, 10 Mboma, 11 Lauren, 12 Songo'o, 13 Moncharé, 14 Epalle, 15 Alnoudji, 16 Tchatchoua, 17 Foé, 18 N'Diefi, 19 Pensée, 20 Olembé, 21 Job, 22 Kome, 23 Kameni, CT: Schäfer
FIFA Confederations Cup 20031 Boukar, 2 Tchato, 3 Perrier-Doumbé, 4 Song, 5 Atouba, 6 Njanka, 7 M'Bami, 8 Geremi, 9 Eto'o, 10 Emana, 11 N'Diefi, 12 Kwekeu, 13 Mettomo, 14 Epalle, 15 Bahoken, 16 Mezague, 17 Foé, 18 Idrissou, 19 Djemba‑Djemba, 20 Falemi, 21 Job, 22 Adjam, 23 Eboué, CT: Schäfer
FIFA Confederations Cup 20171 Ondoa, 2 Mabouka, 3 Anguissa, 4 Teikeu, 5 Ngadeu-Ngadjui, 6 Oyongo, 7 Ngamaleu, 8 Moukandjo, 9 Zoua, 10 Aboubakar, 11 Boumal, 12 Guihoata, 13 Bassogog, 14 Mandjeck, 15 Siani, 16 Onana, 17 Djoum, 18 Ndip Tambe, 19 Faï, 20 Toko Ekambi, 21 Owona, 22 Ngwem, 23 Bokwé, CT: Broos

### Giochi olimpici
NOTA: per le informazioni sulle rose successive al 1948 visionare la pagina della Nazionale olimpica.